# Fallen Angel (dal)
A Fallen Angel (magyarul: Bukott Angyal, a norvég nyelvű verzió címe: Ut av mørket) TIX norvég énekes dala, mellyel Norvégiát képviseli a 2021-es Eurovíziós Dalfesztiválon Rotterdamban. A dal 2021. február 20-án, a norvég nemzeti döntőben, a Melodi Grand Prixben megszerzett győzelemmel érdemelte ki a dalversenyen való indulás jogát.

## Eurovíziós Dalfesztivál
2021. január 11-én vált hivatalossá, hogy az énekes "Ut av mørket" című dala is bekerült a Melodi Grand Prix elnevezésű nemzeti döntő mezőnyének automatikus döntősei közé. A dal hivatalosan január 15-én jelent meg, a következő napon pedig a MGP elődöntőjében hangzott el először élőben. A dal eredetileg angolul íródott, így az MGP döntőjében már az angol verziót adta elő. 2021. február 20-án vált hivatalossá, hogy az énekes alábbi dalát választották ki a nézők a 2021-es Melodi Grand Prix elnevezésű nemzeti döntőben, amellyel képviseli hazáját az elkövetkezendő Eurovíziós Dalfesztiválon.
Az Eurovíziós Dalfesztiválon a dalt először a május 18-án rendezett első elődöntőben adták elő, a fellépési sorrendben kilencedikként, a ciprusi Elena Tsagrinou El Diablo című dala után és a horvát Albina Tick-Tock című dala előtt. Az elődöntőből a tizedik helyezettként sikeresen továbbjutottak a május 22-i döntőbe, ahol fellépési sorrendben huszonkettedikként léptek fel, az Azerbajdzsánt képviselő Efendi Mata Hari című dala után és a Hollandiát képviselő Jeangu Macrooy Birth of a New Age című dala előtt. A szavazás során a zsűri szavazáson összesítésben huszonkettedik helyen végeztek 15 ponttal, míg a nézői szavazáson tizenharmadik helyen végeztek 60 ponttal, így összesítésben 75 ponttal a verseny tizennyolcadik helyezettjei lettek.